# Metru
Metrul este o unitate de măsură pentru lungime. Un metru este distanța parcursă de lumină prin vid într-un 
interval de timp de 1⁄299.792.458 dintr-o secundă.
Metrul este una dintre cele 7 unități fundamentale ale Sistemului Internațional (SI).

## Multipli și submultipli ai metrului
Prin adăugarea de prefixe SI, se obțin alte unități de măsură, la diverse scări necesare în diferite domenii de activitate. Aceste unități, multiplii și submultiplii metrului, sunt:
| Submultipli | Submultipli         | Submultipli |  | Multipli | Multipli   | Multipli |
| Factor      | Nume                | Simbol      |  | Factor   | Nume       | Simbol   |
| 10−1        | decimetru           | dm          |  | 101      | decametru  | dam      |
| 10−2        | centimetru          | cm          |  | 102      | hectometru | hm       |
| 10−3        | milimetru           | mm          |  | 103      | kilometru  | km       |
| 10−6        | micrometru (micron) | µm          |  | 106      | megametru  | Mm       |
| 10−9        | nanometru           | nm          |  | 109      | gigametru  | Gm       |
| 10−12       | picometru           | pm          |  | 1012     | terametru  | Tm       |
| 10−15       | femtometru (fermi)  | fm          |  | 1015     | petametru  | Pm       |
| 10−18       | attometru           | am          |  | 1018     | exametru   | Em       |
| 10−21       | zeptometru          | zm          |  | 1021     | zettametru | Zm       |
| 10−24       | yoctometru          | ym          |  | 1024     | yottametru | Ym       |

## Istoric
Originea metrului datează din secolul al XVIII-lea. Au existat două variante:
- 1⁄40.000.000 din lungimea cercului meridian sau, echivalent, 10−7 din distanța de la pol la ecuator de-a lungul unui meridian;
- lungimea unui pendul gravitațional cu perioada de oscilație de 2 secunde.

În 1791, după Revoluția Franceză, s-a ales prima variantă, pe considerentul de-a putea oferi fiecărui stat posibilitatea de-a determina lungimea unui metru. Anume, orice țară are acces la un arc dintr-un meridian, lucru care permite măsurarea lungimii cercului meridian. Deoarece perioada de oscilație a pendulului gravitațional depinde de accelerația gravitațională care la rândul ei variază cu latitudinea, pentru aplicarea definiției este necesar accesul la un punct de pe Pământ de la o anumită latitudine.
În urma măsurătorilor, s-a realizat un etalon constând dintr-o bară dintr-un aliaj de platină, având trasate două marcaje la distanță de un metru unul de celălalt. Ulterior s-a constatat că, dintr-o eroare legată de calculul turtirii Pământului, distanța etalon era cu 0,2 mm mai mică decât definiția originală; s-a stabilit însă ca etalonul să rămână definiția unității de măsură.
În 1960, definiția metrului a fost înlocuită cu lungimea egală cu 1.650.763,73 lungimi de undă în vid ale radiației care corespunde tranziției între nivelele 2p10 și 5d5 ale atomului de kripton 86.
În 1983, această definiție a fost înlocuită cu definiția curentă, distanța parcursă de lumină în vid în 1⁄299.792.458 dintr-o secundă. Urmarea este că viteza luminii în vid este fixată prin definiție la valoarea de 299.792.458 m/s.